# Ozero Vettjenskoje
Ozero Vettjenskoje (ryska: Озеро Ветченское) är en sjö i Belarus.   Den ligger i voblasten Vitsebsks voblast, i den norra delen av landet, 130 km norr om huvudstaden Minsk. Ozero Vettjenskoje ligger 170 meter över havet. Arean är 0,22 kvadratkilometer. Den sträcker sig 0,7 kilometer i nord-sydlig riktning, och 0,4 kilometer i öst-västlig riktning.
I omgivningarna runt Ozero Vettjenskoje växer i huvudsak blandskog. Runt Ozero Vettjenskoje är det glesbefolkat, med 14 invånare per kvadratkilometer.